# La ditta si sposa
La ditta si sposa (Die Firma heiratet) è un film muto del 1914 diretto da Carl Wilhelm. Fu uno dei primissimi film dell'attrice bolzanina Ressel Orla, scoperta dallo sceneggiatore Walter Turszinsky. Nel cast, tra gli attori, compaiono i nomi di Ernst Lubitsch e quello di Hanns Kräly.

## Produzione
Il film fu prodotto dalla Projektions-AG Union (PAGU).

## Distribuzione
Fu distribuito nelle sale cinematografiche tedesche dopo una prima berlinese il 21 gennaio 1914. Negli Stati Uniti, uscì nel novembre 1914 con il titolo The Firm Weds.